# Teatru

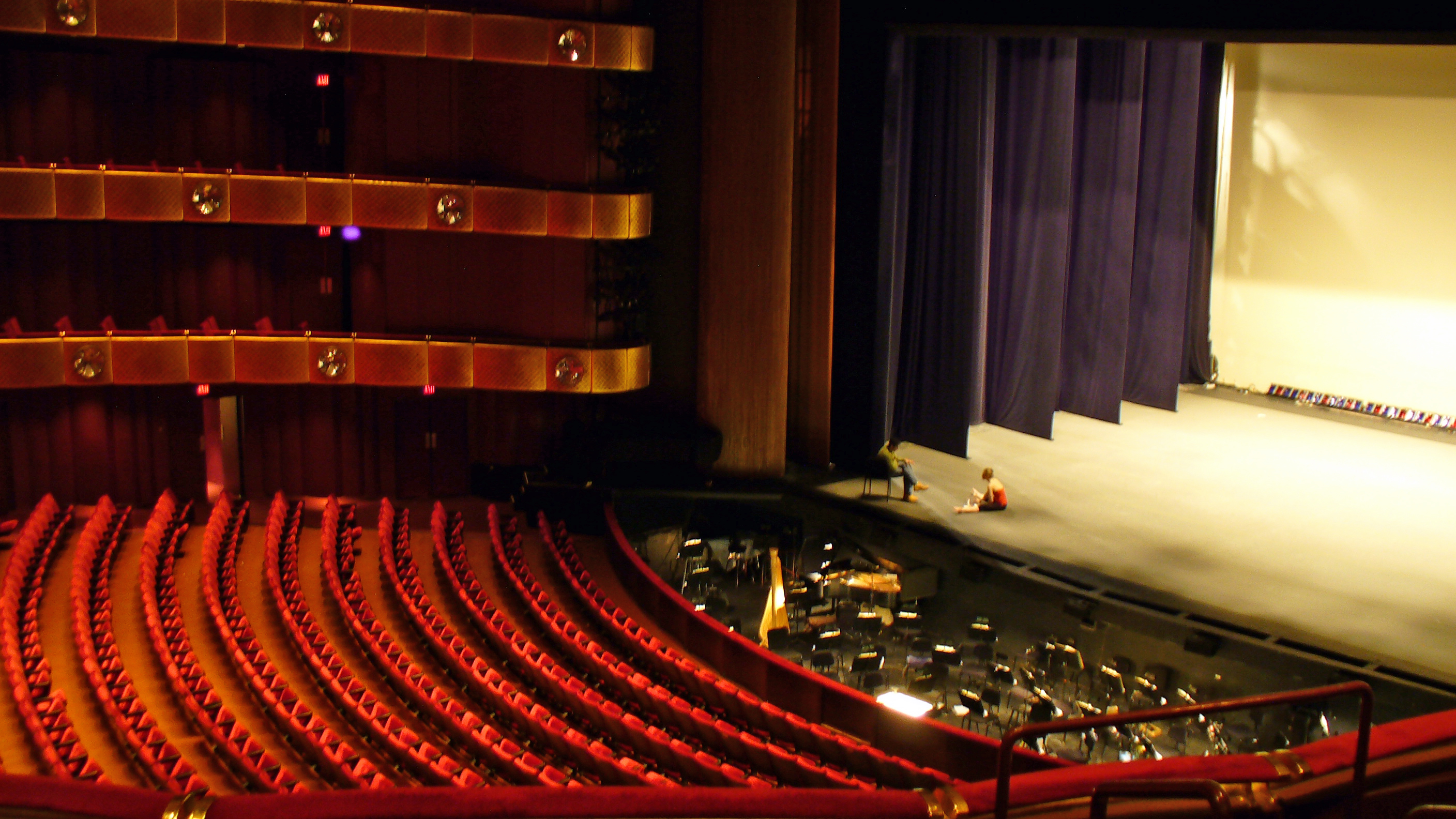

Teatrul (în greaca veche: θέατρον, theatron) este o formă de artă a spectacolului care folosește interpreți (de obicei actori) care joacă în direct un eveniment real sau imaginar în fața unui public într-un loc specific, de cele mai multe ori pe o scenă.
Teatrul poate însemna fie arta, fie clădirea în care se desfășoară spectacolele de teatru. 	
În sens figurat, teatru reprezintă un loc în care se desfășoară o acțiune importantă. De exemplu: teatrul unei operațiuni (militare).

## Arta
Este vorba de spectacole în care actorii reprezintă personaje pentru a fi privite din exterior (de către un public), într-un timp și spațiu limitat. Dialogurile scrise se numesc piese de teatru, dar există și teatru fără text scris dinainte, sau chiar fără cuvinte, folosindu-se de mimă și dans. 

### De ce teatrul?
De ce, dacă noi jucăm în mod natural niște roluri, avem nevoie de teatru? În special, pentru a crea o oglindă socială, un mymesis o reflectare care reproduce exact sau caricaturizează societatea, care ne permite să înțelegem mai bine imperfecțiunile sale: acest rol politic era mai evident în Grecia Antică (Pacea lui Aristofan de exemplu).
De asemenea, teatrul poate avea un efect de catharsis, pentru a exterioriza sentimentele care nu sunt permise de societate. Teatru poate fi de asemenea și un mod de divertisment. 
Teatrul Globe s-a deschis în Londra, în mai 1599. Structura sa circulară a fost construită din lemn și aproape 3000 de oameni aveau locuri la balcoane sau în picioare în jurul scenei în aer liber, într-o zonă cunoscută ca fosă. Wiliam Shakespeare a scris exclusiv pentru propria lui companie de teatru, iar multe dintre piesele sale au avut loc la Teatrul Globe. Nu numai că a scris piesele, dar el a și jucat în unele dintre ele. Intrarea costa un penny în fosă și 2 penny la balcon.
Teatrul modern își are probabil rădăcinele în interpretările dramatice ale teatrului din Grecia antică. Pentru realizarea unui spectacol dramatic, teatrul poate îmbina desenul, muzica, dansul, dar și poezia și proza.

## Piesele antice
Grecii antici au pus bazele tragediei și comediei. Corul cânta povestea piesei, în timp ce actorii își mimau rolurile. Publicul stătea în locuri mai înalte (pe pantele colinelor), iar acțiunea se desfășura pe un loc plat, numit orchestră. Din 450 î.Hr. s-au construit teatre cu locuri pentru public, pe bănci de piatră, ca cel de la Epidarus. Romanii au adăugat o scenă mai adecvată, care asigura un decor de fundal. În fața acestuia, la fel ca în teatrele moderne, se afla o scenă ridicată deasupra orchestrei.

## Arcade și scene
În anii 1950, teatrele englezești erau clădiri circulare de lemn, cu scenă deschisă. În secolul al XVII-lea s-a introdus arcada, un cadru în jurul părții din față a scenei, care masca zonele unde așteptau actorii sau cei ce înlocuiau decorurile. Cea mai importantă figură a teatrului european din secolul al XVIII-lea a fost David Garrick (1717-1779), un actor și manager, care a pus în scenă piese ale lui William Shakespeare dar și piese noi.

## Teatru de revistă și dramă
În sec. al XIX-lea a devenit tot mai popular teatrul de revistă cunoscut în America de Nord sub denumirea de vodevil. Aveau actori, cântăreți și comedianți, care evoluau în fața unui public entuziast și zgomotos. Opera și baletul (dansul dramatic) au înflorit în secolul al XIX-lea. S-au dezvoltat în același timp și iluminatul electric, scenele rotative, efectele speciale incitante cu apă, fum și diverse iluzii vizuale. Producțiile au devenit atât de elaborate, încât prin anul 1910, unii directori preferau decorurile. Noile idei includeau scena împinsă în față, care a dus apoi la scena circulară, înconjurată complet de public și la teatrul în aer liber.

## Teatrul azi
Producțiile teatrale moderne implică munca unei echipe în spatele scenei: proiectanți, constructori, tehnicieni, costumieri și machiori, actori și regizori. Teatrele profesioniste oferă ultimele inovații din electronică, sisteme de iluminat și sonorizare. Iar piesele de teatru sunt jucate cu mult succes, de amatori, în săli mici și în școli.

## Genuri teatrale
- comedie
- pantomimă
- romanță
- tragedie
- tragicomedie
- mistere medievale
- teatru absurd
- dramă

## Autori de opere teatrale
(vezi și Dramaturg, Lista dramaturgilor români)
- Fernando Arrabal;
- Beaumarchais ;
- Samuel Beckett;
- Philippe Blasband;
- Bertolt Brecht
- Pierre Corneille;
- Friedrich Dürrenmatt;
- Eugen Ionescu;
- Marivaux;
- Jean-Baptiste Poquelin zis si Molière;
- Alfred de Musset;
- Aleksandr Ostrovski;
- Luigi Pirandello;
- Plautus;
- Jean Racine;
- William Shakespeare;
- Sofocle
- Tom Stoppard;
- Julien Torma;